# Dołhoszyje
Dołhoszyje (ukr. Довгошиї, Dowhoszyji) – wieś na Ukrainie, w obwodzie rówieńskim, w rejonie dubieńskim, w hromadzie Młynów. 
W okresie międzywojennym wieś znajdowała się w granicach II RP, wchodząc w skład gminy Malin w powiecie dubieńskim, w województwie wołyńskim.
W 2001 liczyła 1107 mieszkańców, spośród których 1097 wskazało jako ojczysty język ukraiński, a 10 rosyjski. W 2023 liczyła 960 mieszkańców.